# Seznam haitijskih pesnikov
Seznam haitijskih pesnikov.

## D
- René Dépestre

## F
- Frankétienne

## G
- Danielle Legros Georges

## H
- Jack Hirschman

## L
- Leon Laleau

## N
- Hertz Nazaire

## S
- Obediah Smith